# Victor Sintès
Victor Hamid Sintès, né le 8 août 1980 à Caen, est un escrimeur franco-algérien. Son arme de prédilection est le fleuret
Formé au Cercle d'Escrime de Rueil, il intègre l'équipe de France de fleuret et devient champion du monde à l'épreuve par équipe lors des championnats du monde d'escrime 2005 à Leipzig. Ses coéquipiers sont alors Erwann Le Péchoux, Brice Guyart et Nicolas Beaudan. En individuel, sa meilleure place est une troisième place lors des Championnats du monde d'escrime 2011 à Catane. Il est battu en demi-finale par l'italien Andrea Cassarà qui remporte ensuite le titre mondial.

## Changement de nationalité sportive
En 2013, il est exclu de l'INSEP et de l'équipe de France pour avoir publiquement critiqué l'encadrement fédéral. Il décide alors de tirer sous les couleurs algériennes. Il est titulaire depuis octobre 2014 d'un passeport algérien grâce à son ascendance : il est le petit-fils du footballeur Abdelhamid Bensegueni qui a joué pour l'OGC Nice dans les années 1940. Il demande alors à la Fédération française d'escrime d'être libéré de sa période de transition de 3 ans qui est normalement effectuée en cas de changement de nationalité. La FFE lui a toujours refusé cette libération, l'obligeant à subir cette période pendant laquelle il lui est interdit de représenter son nouveau pays en compétition officielle. En 2016, il peut enfin tirer sous les couleurs algériennes et il se lance alors vers la qualification olympique. Il dispute en avril le tournoi de qualification olympique pour l'Afrique qu'il remporte aisément en ayant battu le Marocain Xavier Ali Lahoussine 15-5 en demi-finale puis le Sénégalais Babacar Kadam 15-4 en finale
.
Malheureusement, ces 3 années à attendre font que son niveau n'est pas à la hauteur de ses ambitions et il se fait éliminer au début de la compétition. Il finira 28 sur 35 derrière les 3 tireurs français aux jeux olympiques de Rio.

## Palmarès
- Championnats du monde d'escrime
  -  Médaille d'or par équipes aux championnats du monde d'escrime 2005 à Leipzig
  -  Médaille d'argent par équipes aux championnats du monde d'escrime 2011 à Catane
  -  Médaille de bronze aux championnats du monde d'escrime 2011 à Catane

- Championnats d'Europe d'escrime
  -  Médaille d'argent par équipes aux championnats d'Europe d'escrime 2002 à Moscou
  -  Médaille d'argent par équipes aux championnats d'Europe d'escrime 2011 à Sheffield
  -  Médaille d'argent par équipes aux championnats d'Europe d'escrime 2012 à Legnano

- Championnats de France d'escrime
  -  Médaille de bronze aux championnats de France d'escrime 2004 à Paris
  -  Médaille d'argent par équipes aux championnats de France d'escrime 2010 à Nantes
  -  Médaille d'argent par équipes aux championnats de France d'escrime 2011 à Valence
  -  Médaille d'or par équipes aux championnats de France d'escrime 2014 à Muret
  -  Médaille d'or par équipes aux championnats de France d'escrime 2015 à Marseille
  -  Médaille de bronze par équipes aux championnats de France d'escrime 2016 à Saint-Paul-Trois-Châteaux

- Championnats d'Afrique d'escrime
  -  Médaille d'argent aux Championnats d'Afrique d'escrime 2016 à Alger
  -  Médaille de bronze aux  par équipes aux Championnats d'Afrique d'escrime 2016 à Alger
  -  Médaille de bronze aux Championnats d'Afrique d'escrime 2018 à Tunis
  -  Médaille de bronze aux  par équipes aux  Championnats d'Afrique d'escrime 2018 à Tunis